# Ахкинчу-Борзойское сельское поселение
Ахкинчу-Борзойское се́льское поселе́ние — муниципальное образование в Курчалоевском районе Чечни Российской Федерации.
Административный центр — село Ахкинчу-Борзой.

## История
Статус и границы сельского поселения установлены Законом Чеченской Республики от 20 февраля 2009 года № 13-РЗ «Об образовании муниципального образования Курчалоевский район и муниципальных образований, входящих в его состав, установлении их границ и наделении их соответствующим статусом муниципального района и сельского поселения».

## Население
| 2010  | 2012  | 2013  | 2014  | 2015  | 2016  | 2017  |
| ----- | ----- | ----- | ----- | ----- | ----- | ----- |
| 1889  | ↗1914 | ↗1964 | ↗1986 | ↗2001 | ↘1998 | ↗2012 |
| 2018  | 2019  | 2020  | 2021  | 2023  | 2024  |       |
| ↗2035 | ↗2046 | ↗2059 | ↘1445 | ↗1460 | ↗1526 |       |

## Состав сельского поселения
| № | Населённый пункт | Тип населённого пункта | Население |
| - | ---------------- | ---------------------- | --------- |
| 1 | Ахкинчу-Борзой   | село                   | ↗1526     |